# دبیرخانه حزب کمونیست چین
دبیرخانه حزب کمونیست چین (انگلیسی: Secretariat of the Communist Party of China) نهادیست در خدمت پلیتبورو و کمیته دائمی حزب کمونیست چین. دبیرخانه عمدتاً مسئول اجرای عملیات روتین پلیتبورو و هماهنگی سازمان‌ها و اعضا به منظور انجام وظایف مقرر شده توسط پلیتبورو است. پلیتبورو به آن قدرت واگذار کرده تا تصمیمات روتین روزمره در خصوص مسایل حایز اهمیت در راستای تصمیمات پلیتبورو اتخاذ کند ولی باید با پلیتبورو در خصوص امور مهم مشورت کند. دبیرخانه در ژانویه سال ۱۹۳۴ تأسیس شد. ریاست این نهاد به طور نامی بر عهده دبیر کل حزب کمونیست چین است، گرچه مقام «دبیرکل» همیشه با رهبر عالی حزب یکی نیست.
-->